# Slag bij Saint Louis

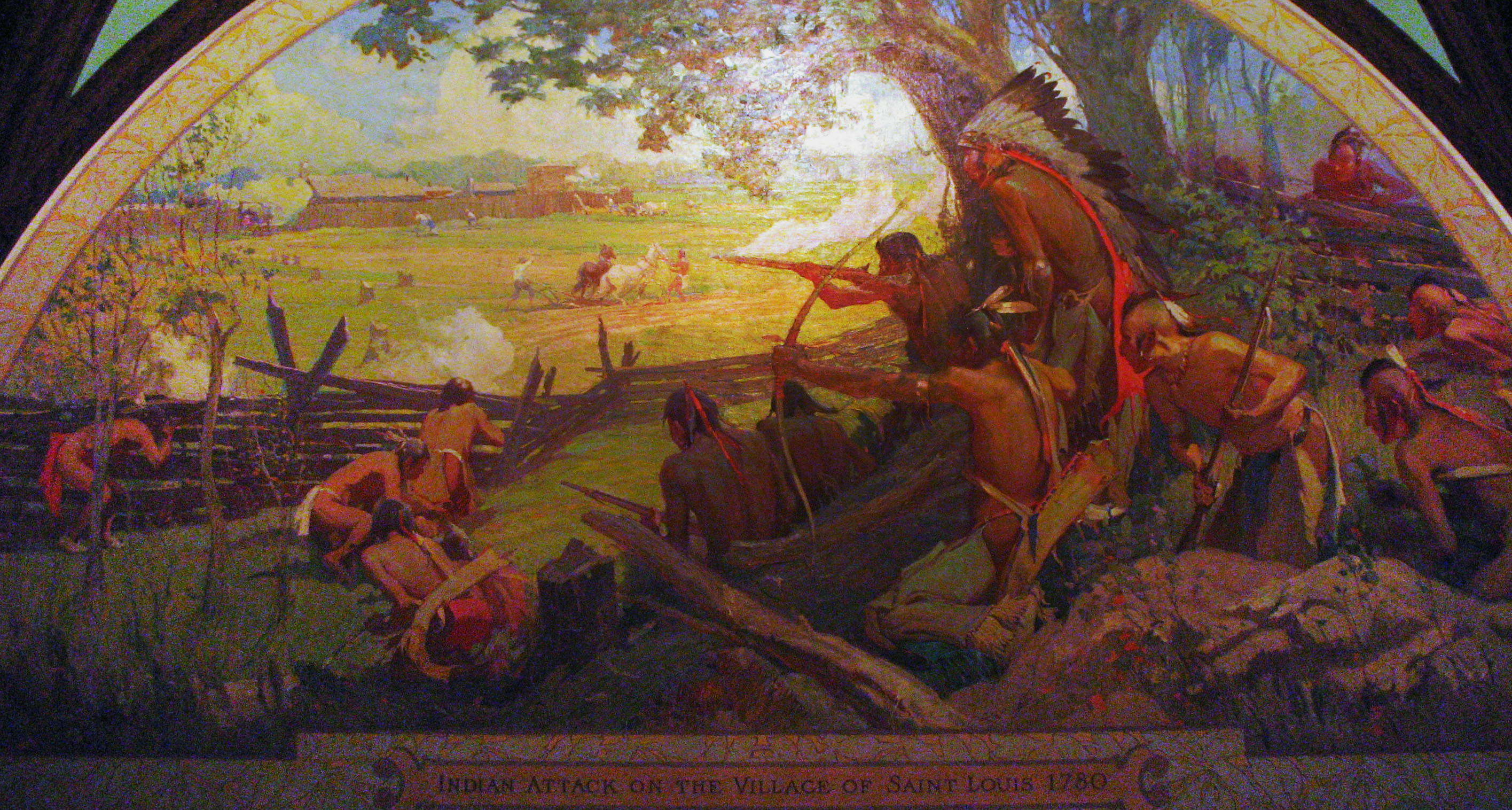
Slag bij Saint Louis

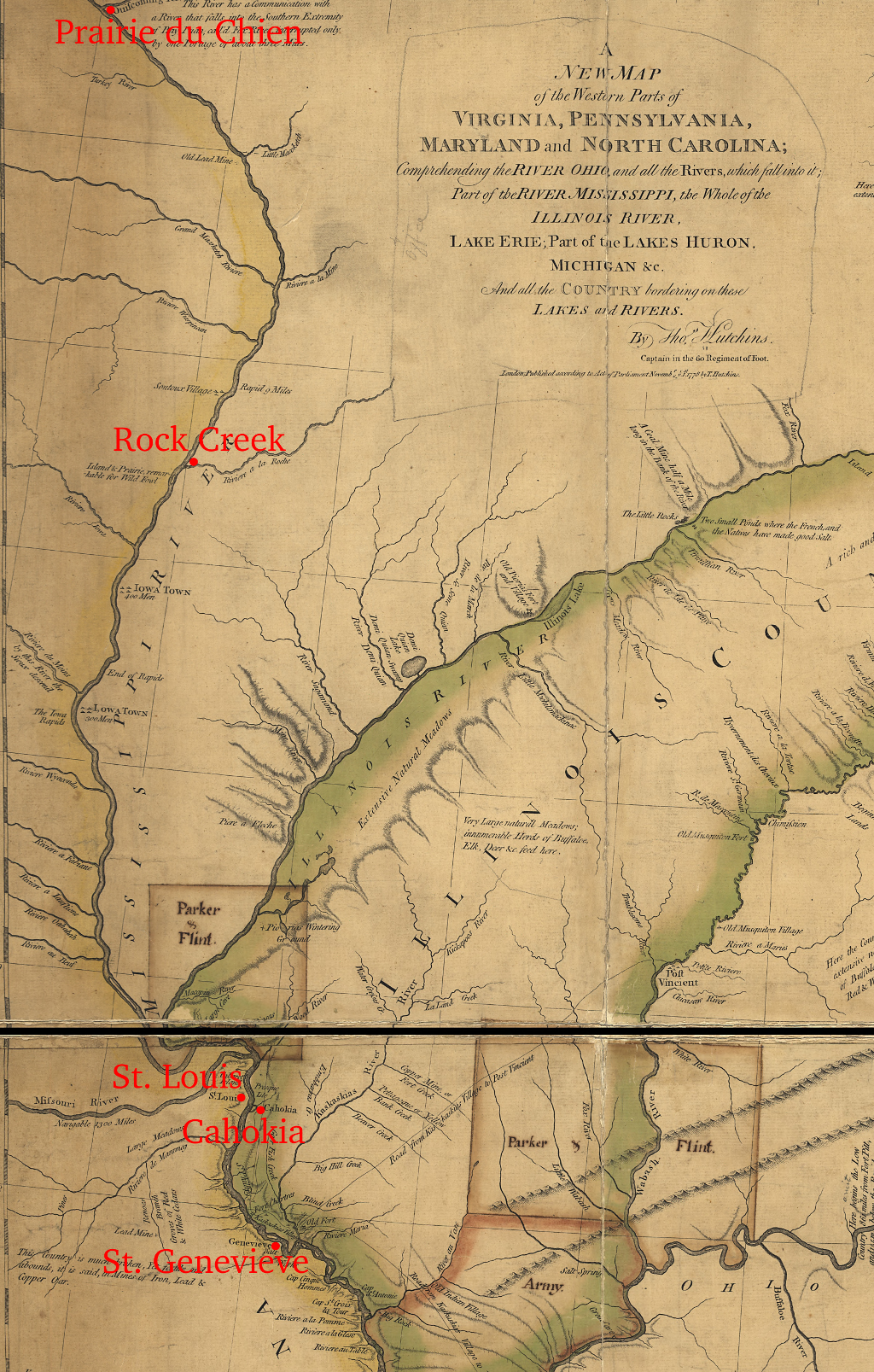
Kaart

De Slag bij Saint Louis was een mislukte aanval van de Britten op Saint Louis (Missouri) (een Franse nederzetting die was afgestaan aan Spanje) op 26 mei, 1780 tijdens de Amerikaanse Onafhankelijkheidsoorlog.
De aanval werd gemotiveerd door de intrede van Spanje in de oorlog in 1779 en de activiteiten van de Verenigde Staten in het Noordwestterritorium dat jaar. Amerikaanse expedities van George Rogers Clark hadden de Britse dominantie in de regio aangetast. Toen de Spanjaarden onder de gouverneur van Louisiana, Bernardo de Gálvez, de Britten begonnen te verdrijven uit het gebied van de monding van de Mississippi en de verbindingen met de kolonies in de Golf van Mexico verstoorden, werd het Britse gezag bedreigd.
Er werd een Britse strafexpeditie georganiseerd in Fort Michilimackinac nabij de Canadese grens. Een aantal inboorlingen werden ingezet, vooral Sioux en Winnebago. Deze groep werd aangevoerd door een kern Britse officieren en aangevuld met Canadese milities. In Saint Louis werden zij opgewacht door 21 man van het regiment der Fijo de Luisiana ("Louisiana Regulars") en door stadsmilities. Het stadje was op aandringen van kapitein Fernando De Leyba, luitenant-gouverneur van Louisiana, versterkt door loopgraven en een stenen toren, "Fort San Carlos" genaamd.
De Britten arriveerden op 26 mei en namen een groep landbouwers en slaven aan de rand van de stad hardhandig onder handen. Zij kregen vervolgens echter af te rekenen met dodelijke aanvallen vanuit de loopgraven. De milities die niet gewend waren om versterkingen aan te vallen, schoten tekort en het kanon op de toren dreef de aanvallers weg.
De Britten kregen ook af te rekenen met eenzelfde nederlaag in Cahokia en een jaar later namen de Spanjaarden Fort St. Joseph in. Nadat hun positie onhoudbaar was geworden door de slag bij Yorktown, startten de Britten in 1782 vredesonderhandelingen.